# 藍點石斑魚
藍點石斑魚，又稱瑩點石斑魚，俗名為石斑、過仔魚，為輻鰭魚綱鱸形目鱸亞目鮨科的其中一個種。

## 分布
本魚分布於印度太平洋區，包括東非、波斯灣、日本南部、台灣、澳洲北部、斐濟群島等海域。

## 深度
水深1至30公尺。

## 特徵
本魚胸鰭較眶後區為短。眼小，短於吻長。口大；上下頜前端具小犬齒或無，兩側齒細尖，體呈紫褐色，體側有大小不一之白色斑點。前鰓蓋骨後緣微具鋸齒，下緣光滑。鰓蓋骨後緣具不甚明顯之扁棘。背鰭軟條部、臀鰭、胸鰭及尾鰭皆有白色邊緣，背鰭硬棘11枚、背鰭軟條15至17枚、臀鰭硬棘3枚、臀鰭軟條8枚。體被細小櫛鱗；側線鱗孔數51至61枚；縱列鱗數86至109枚。幼魚及未成年魚體色黑，成熟後變淡或墨色。體長可達76公分。

## 生態
幼魚棲息在較淺之礁區水域，長大後移往較深水域。以魚類及甲殼類為食。

## 經濟利用
食用魚，肉質鮮美，清蒸及煮薑絲清湯均宜。